# Jugendakademie Walberberg
Die Jugendakademie Walberberg ist eine eigenständige außerschulische Jugendbildungsstätte im Erzbistum Köln. Sie ist zwischen Köln und Bonn in Bornheim-Walberberg auf der Höhe des Vorgebirges gelegen. Träger der Jugendakademie ist ein selbständiger Verein, der aus 60 Einzelpersonen sowie einem Vertreter des Bundes der Katholischen Jugend (BDKJ), Diözesanverband Köln, besteht. Die Jugendakademie Walberberg wurde 1964 gegründet.

## Geschichte
Die Initiative zur Gründung dieses Bildungshauses ging von der Dominikanischen Frauengemeinschaft und dem damaligen Regens im Dominikanerkloster St. Albert, Stephan Pfürtner, aus. Der Kölner Gymnasial- und Stiftungsfonds stellte auf Erbpachtbasis ein Grundstück zur Verfügung. Die Architekten waren Felix Stalder und Harald Schmuck, die für ihren Entwurf der Akademie den Förderpreis des Landes Nordrhein-Westfalen für junge Künstlerinnen und Künstler im Bereich Architektur erhielten.
Am 17. Juli 1964 erfolgte die Grundsteinlegung für den Bau der Jugendakademie Walberberg, der durch finanzielle Hilfe des Bundes, des Landes Nordrhein-Westfalen, des Erzbistums Köln und privater Spender ermöglicht wurde. Eröffnet wurde die neue Bildungsstätte 1965 als Beleghaus mit eigenem Seminarprogramm. Das erste Team bestand aus dem Leiter der Jugendakademie, Alex Groß, der Geschäftsführerin und Referentin Christa Fußhöller und dem theologischen Bildungsreferenten Pater Anatol Feid.
Nachdem sich die Dominikanische Frauengemeinschaft aus dem Projekt zurückgezogen hatte, wurde 1973 der Trägerverein „Jugendakademie Walberberg e.V.“ gegründet, der als Träger der freien Jugendhilfe anerkannt wurde. Durch eine Satzungsänderung war ab 1975 das Erzbistum Köln durch einen ernannten Vertreter im Vorstand präsent und an der Finanzierung des Hauses beteiligt. 
Anfang der 1990er Jahre wurde die Notwendigkeit von umfangreichen Sanierungsarbeiten deutlich. 1995 entschied das Erzbistum Köln, sich an den notwendigen Renovierungen finanziell nicht zu beteiligen. Die Schließung des Hauses stand zur Debatte und spaltete den Trägerverein. Ein Teil wagte schließlich zusammen mit Reinhard Griep, der 1992 Alex Groß in der Leitung der Jugendakademie nachgefolgt war, die Sanierung auf der Grundlage eines Zuschusses des Landes NRW, privater Darlehen und von Spenden. Zur Unterstützung wurde auch der „Förderverein Jugendakademie Walberberg e.V.“ gegründet.
2004 kündigte das Erzbistum Köln die endgültige Einstellung der pauschalen Betriebskostenförderung für das Jahr 2007 an. Dies stellte die Existenz der Jugendakademie erneut in Frage. Die Mitarbeiter, Freunde und Förderer der Bildungsstätte wollten jedoch nicht aufgeben. Die Mitgliederversammlung des Trägervereins beschloss 2005 ein umfassendes Maßnahmenpaket (u. a. Gehaltskürzungen), um die Jugendakademie auch ohne Bistumsmittel über das Jahr 2007 hinaus finanziell abzusichern.
Die Arbeit der Jugendakademie konnte aufrechterhalten werden. Jährlich nehmen über 5000 junge Menschen an ca. 200 Seminaren und Veranstaltungen teil. Nach der Sanierung und einem Ausbau („Europahaus“ mit zusätzlichen Räumen) kann die Jugendakademie mit 90 Betten und etlichen Gruppenräumen heute bis zu vier kleinere Gruppen gleichzeitig aufnehmen. 2011 belegte die Jugendakademie Walberberg bei der Verleihung des Umweltschutzpreises der Stadt Bornheim den 2. Platz.  Am 6. September 2014 fand das Jubiläumsfest „50 Jahre Jugendakademie“ statt.

## Themenschwerpunkte und Arbeitsformen
Die Bildungsarbeit der Jugendakademie versteht sich als Beitrag zur Identitätsbildung Jugendlicher. Sie bezieht sich auf soziale, politische, religiöse, interkulturelle und geschlechterbezogene Aspekte des menschlichen Zusammenlebens. Die Arbeit der Jugendakademie erhielt wichtige Impulse durch das Zweite Vatikanische Konzil, die emanzipatorischen Aufbrüche am Ende der 1960er-Jahre und die sozialen Bewegungen der 1970er- und 1980er-Jahre. Im Mittelpunkt stand und steht das Streben nach einer gerechten Welt und seit den 1980er-Jahren auch das befreiungstheologisch begründete Anliegen einer Option für die Armen.
Die Jugendakademie  kooperiert mit unterschiedlichen Schulen sowie Einrichtungen der sozialen Arbeit und verbindet so formales und nicht formales Lernen. Der Verein Jugendakademie Walberberg e.V. ist Anstellungsträger von über 25 hauptamtlichen Mitarbeitern. In den Seminaren der Jugendakademie arbeiten ca. 20 Honorarreferenten als Kursleiter.
Die Bildungsarbeit umfasst folgende Schwerpunkte:
- Schülerseminare mit besonderem Schwerpunkt auf der Arbeit mit benachteiligten Jugendlichen aus Förder- und Hauptschulen
- Religiöse Bildung
- Europäischer Freiwilligendienst
- Berufsorientierung
- Internationale Begegnungen
- Fachtagungen und Fortbildungen
- Seilgarten und Kletterwand
- Darüber hinaus steht die Jugendakademie für Gastgruppen bis zu 90 Personen als Beleghaus zur Verfügung.

Die Fachtagungen waren von Anfang an auch auf Zielgruppen in Nachbarländern ausgerichtet und wurden deshalb entsprechend beworben. Exemplarisch seien hier genannt: 1968 Internationale Fachtagung: „Jugend – Konflikt und Aggression in der Gesellschaft“,  1977 Erstes „Chile-Seminar“ und Aufbau der Solidarität mit den exilierten Chilenen und Lateinamerikanern, 1985 „Nach der Schule – Arbeitslos“, 2009 „Erlebniswelt Rechtsextremismus“. Auf besonders großes Interesse stößt jedes Jahr das Osterseminar der Jugendakademie Walberberg.
Die internationale Arbeit wurde Anfang der 1970er-Jahre aufgenommen. Themenschwerpunkte der Seminare waren die Pädagogik Paulo Freires, die Solidaritätsarbeit zu Chile und in Verbundenheit mit Oscar Romero. Die Begegnungsseminare mit Partnern aus Spanien und Frankreich wurden ergänzt durch deutsch-niederländische Seminare. Anlässlich eines dieser Seminare besuchten 1982 Königin Beatrix der Niederlande und Prinz Claus bei ihrem ersten Nachkriegs-Staatsbesuch in Deutschland die Jugendakademie Walberberg. 
Nach und nach wurden die Jugendbegegnungen ausgeweitet, u. a. nach Belgien, Portugal, Polen, Russland, Irland und Bosnien sowie zwischen Ost- und Westdeutschland. 1997 wurde die Jugendakademie Partner von Jugend für Europa und führte in ihrem Auftrag Begleitseminare im Europäischen Freiwilligendienst durch. 
Die Jugendakademie ist Mitglied in der Arbeitsgemeinschaft katholisch-sozialer Bildungswerke
(AKSB), der „Paulo-Freire-Gesellschaft e.V.“, der „Kath. Bundesarbeitsgemeinschaft mittelfristiger internationaler sozialer Freiwilligendienste“ (BAG) und der „Landesarbeitsgemeinschaft für Mädchenarbeit NRW e.V.“ Seit Beginn des Jahres 2012 ist die Jugendakademie gemeinsam mit ihren Netzwerkpartnern CEMEA del Mezzogiorno onlus (Italien) und Putevi mira (Bosnien und Herzegowina) am Projekt Ewoca³ beteiligt (www.ewoca.org).

## Veröffentlichungen
- Jugendakademie Walberberg (Hg.): Das pädagogische Konzept. Seminare mit Jugendlichen und jungen Erwachsenen in Schule. Ausbildung und Beruf. Bonn 1994.
- Jahreszeitschrift der Jugendakademie Walberberg: „Querschnitt“[5]